# Phaenopelma fonticola
Phaenopelma fonticola är en tvåvingeart som först beskrevs av Jean-Jacques Kieffer 1924.  Phaenopelma fonticola ingår i släktet Phaenopelma och familjen fjädermyggor.
Artens utbredningsområde är Tyskland. Inga underarter finns listade i Catalogue of Life.